# Hilla
Hilla (Arabisch: الحلّة, al-Ḥilla) is een stad in het zuidwesten van Irak, ongeveer 100 km ten zuidwesten van Bagdad. De bevolking bedraagt ongeveer 364.700 personen (1998). De stad is gelegen aan de Eufraat. Het is de hoofdstad van de provincie Babil. Het is gelegen vlak bij de oude steden van Babylon, Borsippa en Kush. In de omgeving van de stad wordt voornamelijk irrigatie-landbouw bedreven voor granen en fruit.

## Geschiedenis
Vlak bij Hilla ligt Kadisiya waar in 637 een beslissende slag werd geleverd tussen de Islamitische Arabieren en de Perzische Sassaniden. De slag werd gewonnen door de Arabieren, die hun veroveringen vervolgden.
De stad is gesticht in 1101. Gedurende de overheersing van het Ottomaanse Rijk en de Britten was het een belangrijke stad. Gedurende de opstand tegen de Britten in 1920 werd er hier hevig gevochten waarbij 300 Britse soldaten omkwamen.
In maart 1991, na de Golfoorlog, vond in de stad, net als in andere delen van Zuid-Irak, een opstand tegen het regime van Saddam Hoessein plaats. De opstand werd bloedig neergeslagen.

## Tweede Golfoorlog
Ook tijdens de Tweede Golfoorlog werd er hevig gevochten rondom 1 april 2003. Precieze cijfers zijn onbekend, maar naar schatting zijn enkele honderden Iraakse soldaten omgekomen.
Gedurende de Coalition Provisional Authority viel de stad onder de bescherming van Poolse militairen. Ook ten tijde van de Iraakse interim-regering waren Polen aanwezig in Hilla.

## Geboren
- Mohammed Saïd al-Sahaf (1940-2021), minister, onder meer van informatie
- Nashat Akram (12 september 1984), voetballer